# Mark McMorris
Mark McMorris (* 9. Dezember 1993 in Regina, Saskatchewan) ist ein kanadischer Snowboarder.

## Werdegang
Sein internationales Debüt gab McMorris im Januar 2007 beim FIS-Rennen in der Halfpipe im Big White Ski Resort. Als 24. konnte er jedoch nicht auf vorderen Plätzen landen. Auch bei den kanadischen Meisterschaften 2008 und 2009 in Cypress und am Mt. Tremblant in Québec blieb er ohne Erfolg. Seit 2009 nimmt er auch an Wettbewerben der TTR World Snowboard Tour teil. Im Januar 2010 gab er in Québec sein Debüt im Snowboard-Weltcup. Als Achter landete er auf Anhieb unter den besten zehn und sammelte auch erste Weltcup-Punkte. Nur eine Woche später gelang ihm beim Slopestyle-Weltcup in Calgary sein erster Weltcup-Sieg. Einen Monat später erreichte beim Burn River Jump in Livigno den dritten Platz. Bei den Kanadischen Meisterschaften 2010 in Québec erreichte er den fünften Platz. Zum Beginn der Saison 2010/11 kam er im Big Air beim Billabong Ante Up in Whistler auf den dritten Platz. Es folgten zweite Plätze im Slopestyle bei der Winter Dew Tour in Breckenridge und beim O’Neill Evolution in Davos. Im Januar 2011 belegte er bei der Winter Dew Tour in Killington den dritten Platz. Eine Woche später gewann er bei den Winter-X-Games Silber im Slopestyle. Es folgten weitere Podestplatzierungen im Slopestyle mit dem dritten Platz beim Toyota Big Air in Tokio und zweite Plätze bei der Winter Dew Tour in Ogden und bei den Burton US Open im Stratton Mountain Resort. Bei den Billabong Air & Style in Innsbruck siegte er im Big Air Wettbewerb. Die Saison beendete er auf den vierten Platz in der Tourgesamtwertung.
In der folgenden Saison siegte McMorris im Slopestyle bei den Burton New Zealand Open in Cardrona und im Big Air Wettbewerb beim O’Neill Evolution in Davos. Bei den Winter-X-Games 2012 gewann er Gold im Slopestyle und im Big Air. Im Februar 2012 erreichte er den dritten Platz beim Burn River Jump in Livigno. Einen Monat später holte er bei den Winter X Games Europe 2012 Silber im Slopestyle. In der Saison 2012/13 siegte er beim Winter Dew Tour in Breckenridge im Slopestyle und im Big Air. Bei der folgenden Snowboard-Weltmeisterschaften 2013 im Stoneham gewann der Kanadier die Silbermedaille im Slopestyle. Eine Woche später holte er bei den Winter-X-Games Silber im Big Air und Gold im Slopestyle. Es folgten ein zweiter Platz im Slopestyle bei den Burton European Open in Laax und ein erster Rang bei den Burton US Open 2013 in Vail. Im März 2013 holte er wie im Vorjahr Silber im Slopestyle bei den Winter X Games Europe. Die Saison beendete er auf dem sechsten Platz in der Tourgesamtwertung, auf dem dritten Rang in der Big Air Wertung und auf dem ersten Platz in der Slopestylewertung.
In der Saison 2013/14 gewann McMorris im Slopestyle bei den Winter Dew Tour in Breckenridge und bei den Burton US Open in Vail. Im Januar 2014 holte er bei den Winter-X-Games Silber im Slopestyle. Bei den Olympischen Winterspielen 2014 im russischen Sotschi gewann McMorris die Bronzemedaille im erstmals ausgetragenen Wettbewerb im Slopestyle. Im Januar 2015 gewann er bei den Winter-X-Games 2015 Gold im Slopestyle und im Big Air-Wettbewerb. Eine Woche später belegte er im Slopestyle bei den Burton European Open in Laax den zweiten Platz. Bei den Burton US Open 2015 in Vail kam er im Slopestyle auf den zweiten Platz. Im April 2015 gewann er im Slopestyle bei The Shred Show in Blackcomb. Zu Beginn der Saison 2015/16 errang er beim Air & Style in Peking den zweiten Platz. Es folgten zwei Siege im Slopestyle bei der Winter Dew Tour in Breckenridge und bei den Laax Open 2016 in Laax. Bei den Winter-X-Games 2016 in Aspen gewann er die Silbermedaille im Big Air und die Goldmedaille im Slopestyle. Nach Platz drei beim Big Air Weltcup in Mailand und Rang fünf beim Air & Style in Peking zu Beginn der Saison 2016/17, siegte er im Big Air beim Weltcup im Alpensia Resort und im Slopestyle bei der Winter Dew Tour in Breckenridge. Im Januar 2017 wurde er bei den Laax Open und zugleich Weltcup in Laax Zweiter im Slopestyle und holte bei den Winter-X-Games 2017 im Big Air und im Slopestyle jeweils die Bronzemedaille. Beim folgenden Weltcup in Québec triumphierte er im Big Air und belegte im Slopestyle den zweiten Platz. Er gewann damit den Freestyle-Weltcup und den Big Air Weltcup. Im Slopestyle-Weltcup kam er auf den dritten Platz. Im März 2017 siegte er im Slopestyle bei den Burton US Open in Vail und gewann bei den X-Games Norway 2017 in Hafjell die Goldmedaille im Big Air. Zudem wurde er dort Sechster im Slopestyle.
Zu Beginn der Saison 2017/18 gewann McMorris beim Air & Style in Peking und im Slopestyle bei den Banana Open im Wanlong Skiresort. Bei den Winter-X-Games 2018 wurde er Vierter im Big Air und gewann im Slopestyle die Bronzemedaille. Im Februar 2018 holte er bei den Olympischen Winterspielen in Pyeongchang die Bronzemedaille im Slopestyle und errang im Big Air den zehnten Platz. Anfang März 2018 gewann er den Slopestyle-Wettbewerb bei den Burton US Open. Bei den X-Games Norway 2018 in Fornebu wurde er Sechster im Big Air. In der folgenden Saison wurde er im Slopestyle bei den Burton US Open Dritter und im Big Air beim World Ski and Snowboard Festival in Whistler und im Slopestyle beim Total Fight in Grandvalira jeweils Zweiter. Bei den Winter-X-Games 2019 holte sie die Silbermedaille im Big Air und die Goldmedaille im Slopestyle. Bei den folgenden Weltmeisterschaften in Park City gewann sie die Silbermedaille im Slopestyle. Ende August 2019 errang sie bei den X-Games Norway in Fornebu den fünften Platz im Big Air. Nach Platz zwei im Big Air beim Weltcup in Modena, gewann er bei den Winter-X-Games 2020 die Silbermedaille im Big Air und bei den X-Games Norway 2020 in Hafjell die Silbermedaille im Slopestyle und die Goldmedaille im Big Air. Bei den Snowboard-Weltmeisterschaften 2021 holte er Gold im Big Air. Nach Platz drei im Slopestyle bei der Winter Dew Tour in Copper Mountain zu Beginn der Saison 2021/22, gewann er bei den Winter-X-Games 2022 die Goldmedaille im Slopestyle und bei den Olympischen Winterspielen 2022 in Peking die Bronzemedaille im Slopestyle.

## Erfolge

### Olympische Spiele
- 2014 Sotschi: 3. Platz Slopestyle
- 2018 Pyeongchang: 3. Platz Slopestyle, 10. Platz Big Air
- 2022 Peking: 3. Platz Slopestyle, 10. Platz Big Air

### Weltmeisterschaften
- 2013 Stoneham: 2. Platz Slopestyle, 6. Platz Big Air
- 2019 Park City: 2. Platz Slopestyle
- 2021 Aspen: 1. Platz Big Air, 42. Platz Slopestyle
- 2025 Engadin: 17. Platz Slopestyle, 32. Platz Big Air

### Winter-X-Games
- 2011 Aspen: 2. Platz Slopestyle
- 2012 Aspen: 1. Platz Slopestyle, 1. Platz Big Air
- 2012 Tignes: 2. Platz Slopestyle
- 2013 Aspen: 1. Platz Slopestyle, 2. Platz Big Air
- 2013 Tignes: 2. Platz Slopestyle
- 2014 Aspen: 2. Platz Slopestyle
- 2015 Aspen: 1. Platz Slopestyle, 1. Platz Big Air
- 2016 Aspen: 1. Platz Slopestyle, 2. Platz Big Air
- 2017 Aspen: 3. Platz Slopestyle, 3. Platz Big Air
- 2017 Hafjell: 1. Platz Big Air, 6. Platz Slopestyle
- 2018 Aspen: 3. Platz Slopestyle, 4. Platz Big Air
- 2018 Fornebu: 6. Platz Big Air
- 2019 Aspen: 1. Platz Slopestyle, 2. Platz Big Air
- 2019 Fornebu: 5. Platz Big Air
- 2020 Aspen: 2. Platz Big Air, 7. Platz Slopestyle
- 2020 Hafjell: 1. Platz Big Air, 6. Platz Slopestyle
- 2022 Aspen: 1. Platz Slopestyle, 4. Platz Big Air
- 2023 Aspen: 1. Platz Slopestyle, 4. Platz Big Air
- 2024 Aspen: 2. Platz Slopestyle
- 2025 Aspen: 2. Platz Slopestyle

### Weltcup
- 9 Podestplätze, davon 4 Siege

#### Weltcupsiege
| Nr. | Datum             | Ort             | Disziplin  |
| --- | ----------------- | --------------- | ---------- |
| 1.  | 30. Januar 2010   | Calgary         | Slopestyle |
| 2.  | 26. November 2016 | Alpensia Resort | Big Air    |
| 3.  | 11. Februar 2017  | Québec          | Big Air    |
| 4.  | 25. November 2017 | Peking          | Big Air    |

#### Weltcup-Gesamtplatzierungen
| Saison  | Gesamt / Park & Pipe | Gesamt / Park & Pipe | Slopestyle | Slopestyle | Big Air | Big Air |
| Saison  | Punkte               | Platz                | Punkte     | Platz      | Punkte  | Platz   |
| ------- | -------------------- | -------------------- | ---------- | ---------- | ------- | ------- |
| 2009/10 | 320                  | 155.                 | -          | -          | 320     | 31.     |
| 2010/11 | 513                  | 55.                  | -          | -          | 513     | 24.     |
| 2012/13 | 160                  | 94.                  | 160        | 39.        | -       | -       |
| 2016/17 | 4200                 | 1.                   | 1600       | 3.         | 2600    | 1.      |
| 2017/18 | 1000                 | 32.                  | -          | -          | 1000    | 10.     |
| 2019/20 | 826                  | 40.                  | -          | -          | 826     | 12.     |
| 2020/21 | 76                   | 18.                  | 75         | 7.         | 1       | 30.     |
| 2021/22 | 156                  | 11.                  | 79         | 23.        | 77      | 6.      |
| 2022/23 | 29                   | 70.                  | -          | -          | 29      | 30.     |
| 2024/25 | 56                   | 51.                  | 16         | 38.        | 40      | 27.     |

### Burton US Open
- 2011: 2. Platz Slopestyle
- 2013: 1. Platz Slopestyle
- 2014: 1. Platz Slopestyle
- 2015: 2. Platz Slopestyle
- 2017: 1. Platz Slopestyle
- 2018: 1. Platz Slopestyle
- 2019: 3. Platz Slopestyle

### Air & Style
- 2011 Innsbruck: 1. Platz Big Air
- 2015 Peking: 2. Platz Big Air
- 2017 Peking: 1. Platz Big Air

### Weitere Erfolge
- World Snowboard Tour 2012/13: 1. Platz Slopestyle-Wertung, 2. Platz Big Air-Wertung
- Laax Open 2016: 1. Platz Slopestyle